# InterRégió

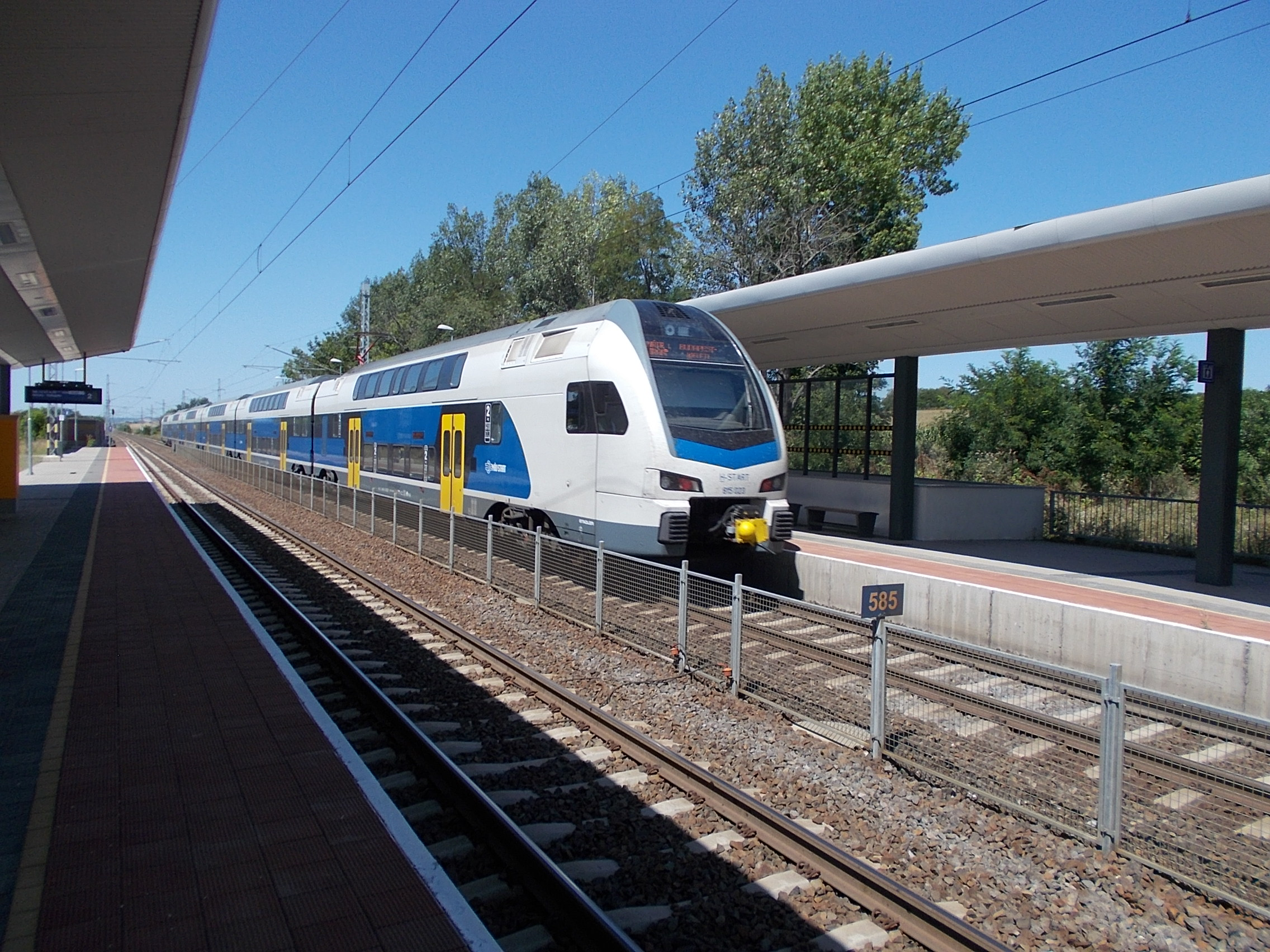
En gare de Tura.

InterRégió désigne en Hongrie une catégorie de voitures voyageurs du réseau ferroviaire national, qui a une vocation similaire à celle du Sebesvonat, mais avec une qualité commerciale alignée sur celle de la catégorie européenne InterRegion.